# Heinrich I. von Freising

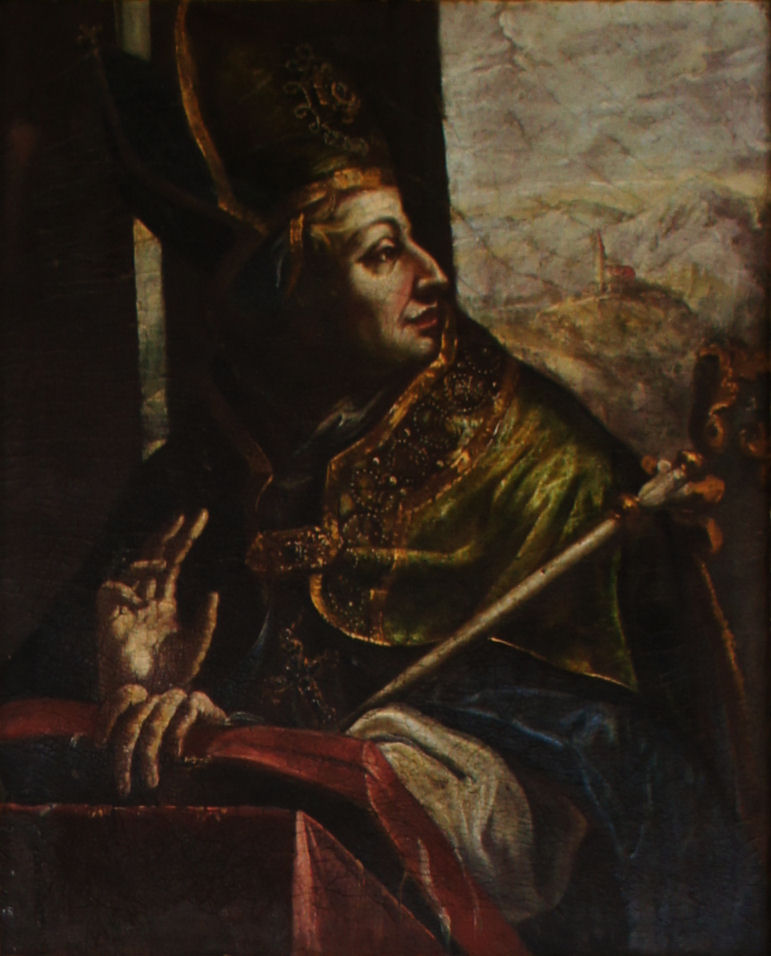
Heinrich I. von Freising auf einem Gemälde im Fürstengang Freising

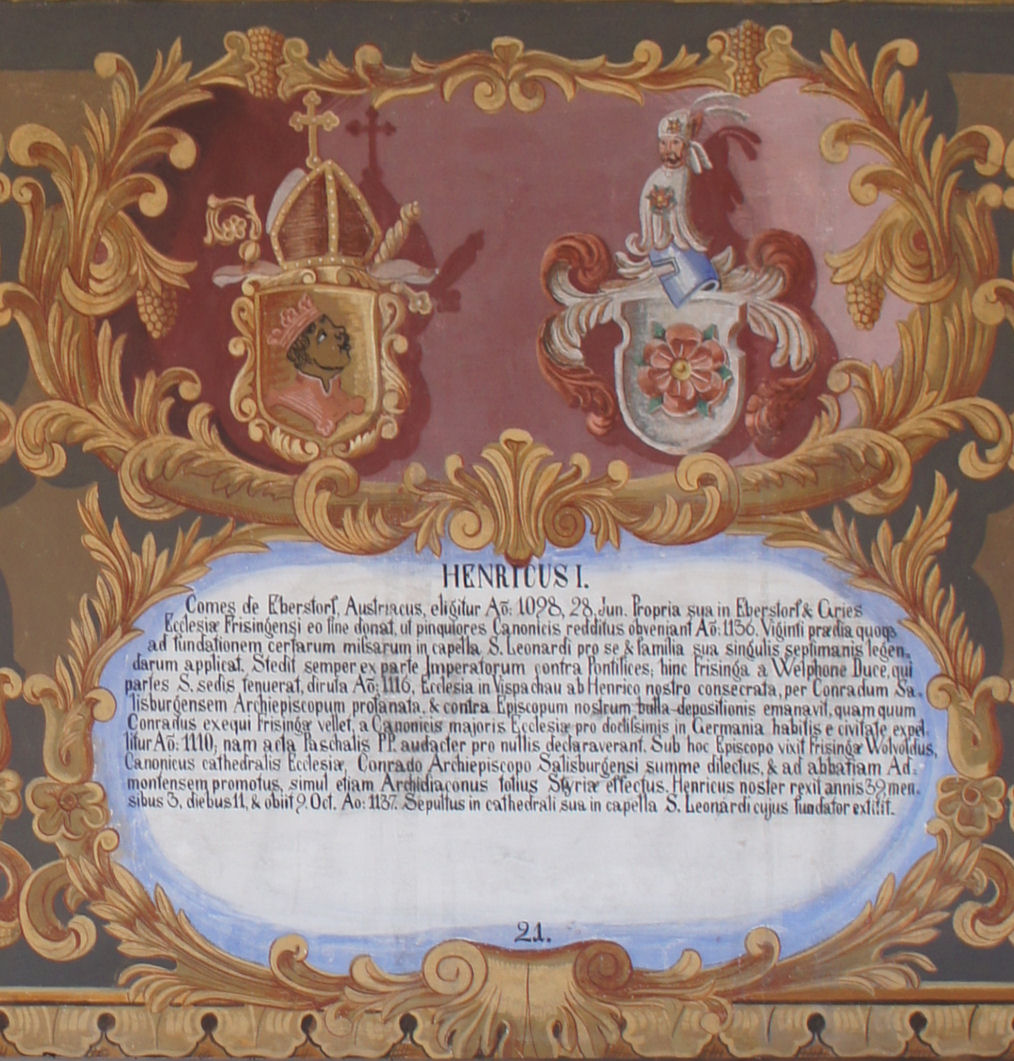
Wappentafel von Heinrich I. von Freising im Fürstengang Freising

Heinrich I. von Freising (* um 1065; † 9. Oktober 1137) war von 1098 bis 1137 der 21. Bischof von Freising.

## Leben
Heinrich war Graf von Tengling/Ebersdorf und wurde im Jahr 1098 Bischof von Freising. Heinrich von Freising schloss sich im Machtkampf zwischen Kaiser und Papst der Partei Heinrichs V. an. Heinrich von Freising war mit dem Markgrafen Leopold III. von Österreich verschwägert und verfügte so über einflussreiche Verbindungen, die ihm im Machtkampf mit dem papsttreuen Salzburger Erzbischof Konrad von Abenberg zugutekamen. 1122 kam es dann im Wormser Konkordat zu einem Ausgleich zwischen Kaiser Heinrich V. und dem neuen Papst Kalixt II. Auch Heinrich von Freising unterwarf sich in der Folge Kalixt II.